# Madame Bovary (film 1949)
Madame Bovary è un film del 1949 diretto da Vincente Minnelli.
Prodotto con grandi mezzi dalla Metro-Goldwyn-Mayer a tutt'oggi rimane la versione cinematografica più famosa e conosciuta dell'omonimo romanzo di Gustave Flaubert.
Esiste anche una versione colorizzata del film, uscita in videocassetta e spesso trasmessa in televisione.

## Accoglienza

### Critica
(Leo Pestelli, Stampa Sera, 22 aprile 1950)